# 美味關係 (2009年電影)
《美味關係》是一部劇情電影，由諾拉·艾芙蓉編劇及導演。影片將廚師茱莉亞·柴爾德廚藝生涯中的前段，與希望在一年內煮出柴爾德食譜共524道料理的茱莉·鮑爾的故事相排描述。
艾芙蓉的作品改編自兩本書：柴爾德與亞歷斯·普魯道姆（Alex Prud'homme）合著的的自傳《我在法國的歲月》（My Life in France）與茱莉·鮑威爾的回憶錄。2002年8月，鮑威爾開始在網路上記錄她烹煮柴爾德的《掌握法式烹飪藝術》（Mastering the Art of French Cooking）中524道料理的日常生活經驗，並改寫到部落格上。「茱莉／茱莉亞計劃」匯集成書《美味關係》（Julie & Julia: 365 Days, 524 Recipes, 1 Tiny Apartment Kitchen，2005，小布朗）。在平裝書時易名《美味關係：茱莉與茱莉亞》（Julie & Julia: My Year of Cooking Dangerously，2006）。兩本書並由艾芙蓉於2004至2006年間改寫出版。這部影片的最初構想是建構在部落格上。
艾芙蓉於2008年3月開始籌拍《美味關係》。梅莉·史翠普詮釋茱莉亞·柴爾德，艾美·亞當斯飾演茱莉·鮑威爾。這部電影於2009年7月30日於紐約市齊格菲劇院首映，2009年8月7日全美正式上映。電影發行後獲得正面為主的評價，梅莉·史翠普的演技、輕鬆的節奏與風格獲得評論家肯定。

## 劇情
茱莉·鮑威爾（艾美·亞當斯）希望烹煮柴爾德的《掌握法式烹飪藝術》中524道的料理。她在部落格上記錄她的經驗。她專研法式烹飪藝術的歷程與茱莉亞·柴爾德在巴黎時期的故事編織成該部影片。影片在茱莉與茱莉亞之間的經歷來回穿插。
茱莉亞·柴爾德（1950年代）
茱莉亞·柴爾德是個熱情洋溢且毫不扭捏作態的女子，她和任職外交官的丈夫保羅·柴爾德移居巴黎生活。茱莉亞在知名的廚藝學校巴黎藍帶廚藝學校學習法式烹飪，起先茱莉亞因身為班級唯一的女性學員，受到其他人的質疑，甚至還和時任學校擁有者伊莉莎白·布拉薩特夫人（Madame Brassart）發生衝突，但是茱莉亞沒有被這些挫折影響對料理的熱情，反而持續精進廚藝，她還在接下來和西蒙娜·貝克（Simone Beck）、路易絲特·貝索爾（Louisette Bertholle）合作編寫一本關於美國家庭主婦法式烹飪的書。
撰寫這本書的期間，茱莉亞同時面對著源自於事業和家庭的各種事件：先是保羅被多度調派往他處，接著路易絲特在三者合作寫書的期間顯露不夠勤奮的態度，以至於西蒙娜與茱莉亞在最終分配版權盈利時，決定減少路易絲特的版稅份額。後來，保羅因為涉及非美活動（un-American activities）遭當局調查。
經歷一番波折，三者終於完成合著書籍，茱莉亞起先有意讓霍夫頓·米夫林·哈杭特（Houghton Mifflin Harcourt）出版社出版此書，但被後者以內容過長和太過複雜為由拒絕。最終，這本書由阿爾弗雷德·A·克諾普夫（Alfred A. Knopf）出版社採納付梓，流傳於世。
茱莉·鮑威爾（2002年）
茱莉·鮑威爾是名在曼哈頓下城發展公司擔任客服接線人員、在職場感到鬱悶不快的女子，她在工作期間，接聽到來自九一一襲擊事件的受害者和家屬與公眾抱怨LMDC有爭議的重建世界貿易中心的電話。
茱莉在閒暇之餘，熱衷於料理，為了做她喜歡的事情，她決定在一年內烹飪茱莉亞·柴爾德記載在1961年出版的《法式料理的烹飪藝術》（Mastering the Art of French Cooking）所有料理，同時將包含烹飪過程與成果在內的內容，記錄在個人部落格。起先茱莉的丈夫艾瑞克支持她勇於嘗試的計劃，她也在著手料理、更新部落格內容的過程獲得許多跟隨者的支持與勉勵，但是隨著茱莉逐漸出現自負心態、開始重視經營部落格與讀者更勝於婚姻時，艾瑞克和茱莉開始發生爭執。某日艾瑞克再度和茱莉發生爭執後，選擇暫時和她分開，這使得茱莉懊悔不已，將她的心情記錄在部落格上。
茱莉的事蹟和部落格，引起《紐約時報》的美食作家的注意，後者不僅親自拜訪茱莉，在訪談中理解她從開始嘗試料理和經營部落格以來的心路歷程，還將她的部落格刊載於一篇報導文章裡，伴隨而來的，是許多記者、文學經紀人和出版商對她的部落格的關注，還有與之增長的名聲。但是獲悉此事的茱莉亞·柴爾德，對於茱莉著手的項目提出了批評，茱莉則在經由記者轉述獲知茱莉亞的批評時感到受傷。儘管茱莉亞對茱莉經營的項目給出不正面的評語，茱莉仍保留對茱莉亞的愛、感激、還有對方提供的靈感。
結尾
在故事的尾聲，茱莉和艾瑞克前往參觀史密森尼學會重建的柴爾德廚房；鏡頭切換至茱莉亞在住家裡的同一個廚房，收獲她著作的食譜的初版印刷版而大喜過望，和她的丈夫保羅共同慶祝書籍出版。

## 演員
- 梅莉·史翠普 飾演 茱莉亞·柴爾德
- 艾美·亞當斯 飾演 茱莉·鮑威爾
- 史丹利·圖奇 飾演 保羅·柴爾德，朱莉亞·柴爾德的丈夫
- 克里斯·梅西納 飾演 艾瑞克·鮑威爾，茱莉·鮑威爾的丈夫
- 琳達·艾蒙 飾演 席蒙·貝克，與茱莉亞合著《掌握法式烹飪藝術》
- 珍·林區 飾演 桃樂絲·麥克威廉斯·汀，茱莉亞的姊妹
- 瑪麗·萊恩·萊傑斯庫 飾演 莎拉，茱莉的好朋友
- 凡妮莎·費麗托 飾演 凱希，茱莉的朋友
- 瑪莉·凱·普雷斯 飾演 茱莉的母親

梅莉·史翠普與艾美·亞當斯在《聖訴》中已同片演出過一次。前者也和史丹利·圖奇在《穿著Prada的惡魔》中共同出演过。

## 反應

### 票房
上映的第一個周末，僅次於其時票房2010萬美元的《特種部隊：眼鏡蛇的崛起》。截至2009年9月13日，電影全球票房已達美元8536萬7146元，超過預算的4000萬美元。

### 評價
《美味關係》在媒體與影評界之間的口碑以正面為主，爛番茄根據226條評論，總結新鮮度75%，平均分數6.7/10；超過250,000名在該網站評分的觀眾給予本片70%好評度，平均分數3.6/5，網站影評家共識寫道「在梅莉·史崔普飾演茱莉亞·柴爾德的魅力表演的推動下，《《美味關係》》是一部輕鬆但相當有趣的烹飪喜劇。」。Metacritic則根據34條評論，總結加權平均分數為66分，代表「普遍好評」。

## 相關事件
- 電影發行後，茱莉·鮑威爾本人在嚴重特殊傳染性肺炎疫情期間，罹患嚴重特殊傳染性肺炎，最終因為該病引起的心臟驟停，於2022年10月29日被發現逝世於紐約奧利韋布裡奇（ Olivebridge, New York）的住處，享年49歲[2][3]。

## 外部連結
- 官方网站
- 互联网电影数据库（IMDb）上《Julie & Julia》的资料（英文）
- AllMovie上《Julie & Julia》的资料（英文）
- Box Office Mojo上《Julie & Julia》的資料（英文）
- 爛番茄上《Julie & Julia》的資料（英文）
- 《Julie & Julia （页面存档备份，存于）》在Metacritic的页面
- 豆瓣电影上《美味关系》的資料 （简体中文）
- 时光网上《朱莉与朱莉娅》的資料（简体中文）

1. ↑  . 爛番茄.   [2023-04-21]. （原始内容存档于2023-03-30） （英语）.
2. ↑  Severson, Kim; Moskin, Julia. . The New York Times. November 1, 2022  [November 1, 2022]. ISSN 0362-4331. （原始内容存档于2022-11-01）.
3. ↑  .   [2023-04-20]. （原始内容存档于2023-04-24）.